# دونالد إي. ورسستر
دونالد إي. ورسستر (بالإنجليزية: Donald E. Worcester)‏ هو مؤرخ أمريكي، ولد في 1915، وتوفي في 2003.